# Venerida
Vénéroïdes
Ordre
Les Venerida (les Vénéroïdes) sont un ordre de mollusques bivalves. 
Suivant les classifications, ce taxon est en concurrence avec celui des Veneroida (qui, lorsqu'il est considéré comme valide, regroupe aussi une bonne partie des Cardiida). 

## Description et caractéristiques
Ces espèces présentent des coquilles épaisses, équivalves et souvent non équilatérales. Elles ont des dents cardinales et latérales. Leurs muscles adducteurs sont de tailles sensiblement égales. Leurs crochets se trouvent en position antérieure. Leurs siphons sont plutôt petits et plus ou moins fusionnés.

## Liste des familles
Selon World Register of Marine Species (1 avril 2016) :
- super-famille des Anthracosioidea Amalitzky, 1892 †
  - famille des Anthracosiidae Amalitzky, 1892 †
  - famille des Ferganoconchida Martinson, 1961 †
  - famille des Shaanxiconchidae Liu, 1980 †
- super-famille des Arcticoidea Newton, 1891 (1844)
  - famille des Arcticidae Newton, 1891 (1844)
  - famille des Pollicidae Stephenson, 1953 †
  - famille des Trapezidae Lamy, 1920 (1895)
  - famille des Veniellidae Dall, 1895 †
- super-famille des Cyrenoidea Gray, 1840
  - famille des Cyrenidae Gray, 1847
  - famille des Glauconomidae Gray, 1853
- super-famille des Cyrenoidoidea H. Adams & A. Adams, 1857 (1853)
  - famille des Cyrenoididae H. Adams & A. Adams, 1857 (1853)
- super-famille des Glossoidea J.E. Gray, 1847 (1840)
  - famille des Glossidae Gray, 1847 (1840)
  - famille des Lutetiidae Zhgenti, 1976 †
- super-famille des Hemidonacoidea Scarlato & Starobogatov, 1971
  - famille des Hemidonacidae Scarlato & Starobogatov, 1971
- super-famille des Palaeanodontoidea Modell, 1964 †
  - famille des Palaeanodontidae Modell, 1964 †
- super-famille des Prilukielloidea Starobogatov, 1970 †
  - famille des Prilukiellidae Starobogatov, 1970 †
  - famille des Senderzoniellidae Betekhtina, Starobogatov & Jatsuk, 1987 †
- super-famille des Veneroidea Rafinesque, 1815
  - famille des Isocyprinidae R. N. Gardner, 2005 †
  - famille des Neoleptonidae Thiele, 1934
  - famille des Veneridae Rafinesque, 1815
- famille des Kelliellidae Fischer, 1887
- famille des Vesicomyidae Dall & Simpson, 1901

## Galerie

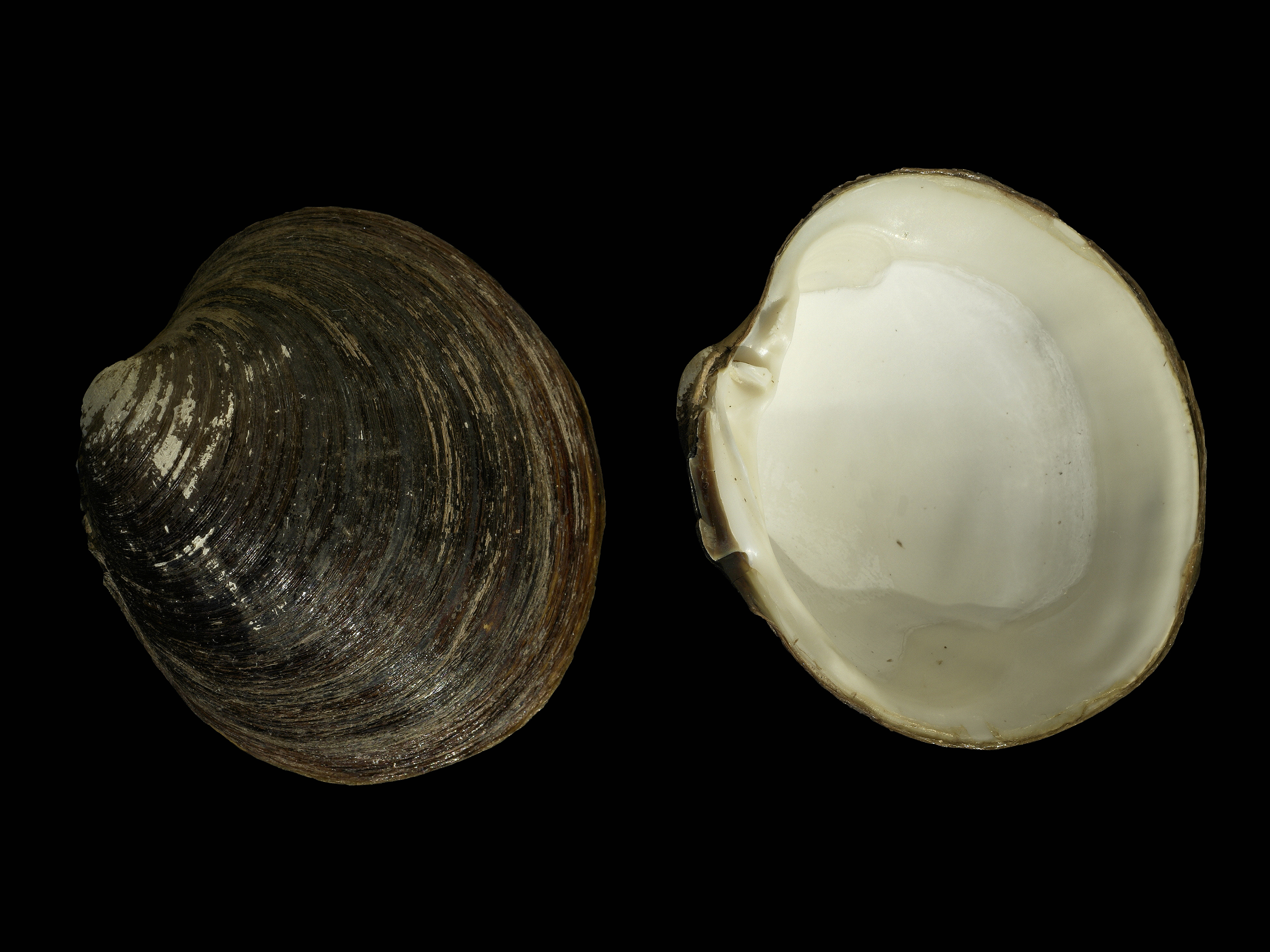
Arctica islandica, un Arcticidae
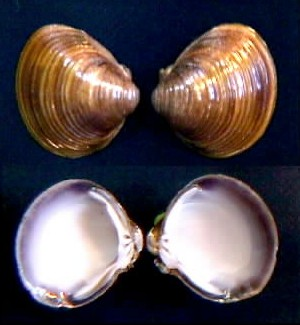
Corbicula fluminalis, un Cyrenidae
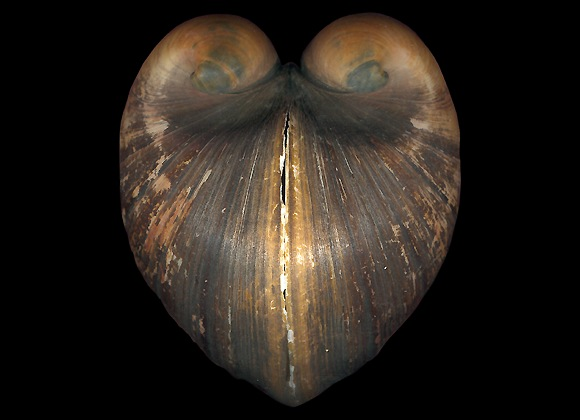
Glossus humanus, un Glossoidea
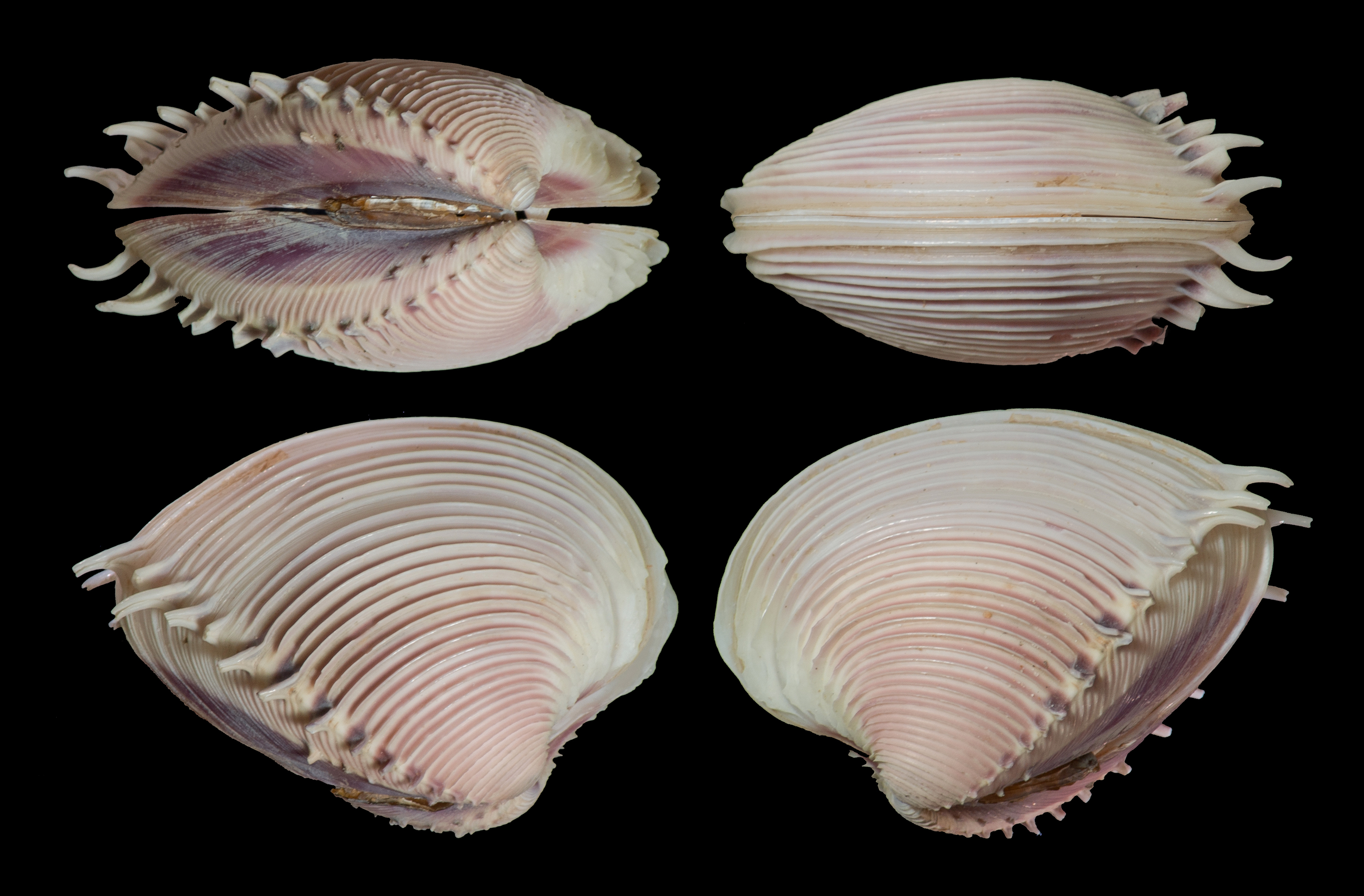
Hysteroconcha dione, un Veneridae